# Montagut dau Blin
Montaigu-le-Blin és un municipi francès, situat al departament de l'Alier i a la regió d'Alvèrnia-Roine-Alps. L'any 2007 tenia 307 habitants.

## Nascut a Montaigu
- Jo Moutet (12926-2002), compositor

## Demografia

### Població
El 2007 la població de fet de Montaigu-le-Blin era de 307 persones. Hi havia 136 famílies de les quals 44 eren unipersonals (20 homes vivint sols i 24 dones vivint soles), 60 parelles sense fills, 28 parelles amb fills i 4 famílies monoparentals amb fills. La població ha evolucionat segons el següent gràfic:
Habitants censats

### Habitatges
El 2007 hi havia 183 habitatges, 141 eren l'habitatge principal de la família, 33 eren segones residències i 8 estaven desocupats. 172 eren cases i 11 eren apartaments. Dels 141 habitatges principals, 107 estaven ocupats pels seus propietaris, 28 estaven llogats i ocupats pels llogaters i 6 estaven cedits a títol gratuït; 1 tenia una cambra, 3 en tenien dues, 15 en tenien tres, 41 en tenien quatre i 82 en tenien cinc o més. 111 habitatges disposaven pel capbaix d'una plaça de pàrquing. A 66 habitatges hi havia un automòbil i a 58 n'hi havia dos o més.

### Piràmide de població
La piràmide de població per edats i sexe el 2009 era:
| Homes | Edats   | Dones |
| ----- | ------- | ----- |
| 0     | 95 o +  | 4     |
| 0     | 90 a 94 | 0     |
| 0     | 85 a 89 | 4     |
| 4     | 80 a 84 | 0     |
| 16    | 75 a 79 | 24    |
| 4     | 70 a 74 | 4     |
| 24    | 65 a 69 | 0     |
| 4     | 60 a 64 | 8     |
| 8     | 55 a 59 | 24    |
| 4     | 50 a 54 | 8     |
| 12    | 45 a 49 | 8     |
| 8     | 40 a 44 | 12    |
| 4     | 35 a 39 | 8     |
| 16    | 30 a 34 | 8     |
| 24    | 25 a 29 | 16    |
| 4     | 20 a 24 | 8     |
| 0     | 15 a 19 | 12    |
| 8     | 10 a 14 | 16    |
| 12    | 5 a 9   | 8     |
| 12    | 0 a 4   | 4     |

## Economia
El 2007 la població en edat de treballar era de 180 persones, 124 eren actives i 56 eren inactives. De les 124 persones actives 113 estaven ocupades (65 homes i 48 dones) i 11 estaven aturades (4 homes i 7 dones). De les 56 persones inactives 23 estaven jubilades, 11 estaven estudiant i 22 estaven classificades com a «altres inactius».

### Ingressos
El 2009 a Montaigu-le-Blin hi havia 148 unitats fiscals que integraven 351,5 persones, la mediana anual d'ingressos fiscals per persona era de 14.709 €.

### Activitats econòmiques
Dels 11 establiments que hi havia el 2007, 4 eren d'empreses de construcció, 2 d'empreses de comerç i reparació d'automòbils, 2 d'empreses d'hostatgeria i restauració, 1 d'una empresa immobiliària i 2 d'empreses de serveis. Dels 3 establiments de servei als particulars que hi havia el 2009, 2 eren paletes i 1 lampisteria. L'any 2000 a Montaigu-le-Blin hi havia 18 explotacions agrícoles que ocupaven un total de 1.152 hectàrees.

## Equipaments sanitaris i escolars
El 2009 hi havia una escola elemental integrada dins d'un grup escolar amb les comunes properes formant una escola dispersa.

## Poblacions més properes
El següent diagrama mostra les poblacions més properes.